# Michael Parkhurst
Michael Parkhurst (n. Providence, Rhode Island  el 24 de enero de 1984) es un exfutbolista estadounidense que jugaba como defensor central o lateral.
Parkhurst representó a la selección nacional de Estados Unidos en la Copa de Oro de la CONCACAF y fue parte del equipo estadounidense que participó en los Juegos Olímpicos de 2008.

## Amateur
Parkurst fue parte de la Academia de Fútbol de Brandenton en Florida. Jugó fútbol universitario para los Demon Deacons de la Universidad de Wake Forest  entre 2002 y 2004, donde fue titular en los 62 partidos que el equipo jugó durante su tiempo allí, anotando un gol y consiguiendo dos asistencias. Parkhurst fue nombrado al segundo equipo de la NCAA (second-team All-American) durante su segundo y tercer año de la universidad, y se graduó con un título en historia. Luego de la temporada 2004 firmó un contrato con la MLS.

## Trayectoria

### New England Revolution
Parkhurst, quién creció en Rhode Island y jugó para el CLCF Soccer y el Bayside United en su niñez, estuvo presente en el partido inaugural del New England Revolution en 1996. Nuevo años después, el 14 de enero de 2005, fue seleccionado por ese mismo equipo, el New England Revolution, como la novena selección del MLS Superdraft de 2005. Estuvo presente en casi todos los partidos del Revolution durante su primera temporada, haciéndole le valer el premio de Novato del Año de la MLS
Anotó su primer como profesional en la MLS el 20 de octubre de 2007, en un empate 2-2 contra Toronto FC. El gol lo anotó con un disparo de más de 50 metros de distancia, tomando por sorpresa al guardamenta de Toronto, Kenny Stamatopoulos.
Parkhurst ganó el premio a Defensa del Año de la MLS en 2007, y el premio Fair Play de la MLS en 2007 y 2008, además de ser nombrado en dos ocasiones como el Humanitario del Año de la MLS en 2006 y 2008.

### F.C. Nordsjælland
Luego de que su contrato con el Revolution expirara al finalizar la temporada 2008, Parkhurst firmó un contrato por 3 años con el Nordsjælland de la Superliga Danesa el 9 de diciembre de 2008 como agente libre. El 1 de marzo de 2009, Parkhurst debutó en el empate como visitante 1-1 contra Vejle.
En la temporada 2009-10, con la llegada de Andreas Bjelland y la lesión de Henrik Kildentoft, Parkhurst fue probado en varias posiciones, entre ellas las de lateral y centrocampista, volviéndose muy hábil en la banda derecha. Parkhurst ayudaría a los Tigres Salvajes a ganar la Copa de Dinamarca de 2009-10, el primer título del club en su historia y su primer trofeo en Dinamarca.
La temporada siguiente, Parkhurst se vio perjudicado por una serie de lesiones durante la campaña, en algún momento perdiendo su puesto de titular con Jores Okore.  Finalmente se recuperaría para jugar la final de la Copa Danesa 2010-11, donde el Nordsjælland finalmente saldría victorioso 3-2 sobre F.C. Midtjylland, alzando el trofeo por segundo año consecutivo.
Con menos de un año pendiente en su contrato, hubo especulaciones sobre el futuro de Michael Parkhurst en FCN al comienzo de la temporada 2011-12, ya que con el surgimiento de Okore y Bjelland en la defensa central, Parkhurst se vio obligado a jugar fuera de posición, en muchos casos como lateral derecho. Al principio de la temporada ayudó al equipo a alcanzar el segundo lugar de la tabla antes del receso de invierno en diciembre de 2011 y puso fin a los rumores de su transferencia al firmar una extensión de su contrato con FCN por un año más pese a tener mejores ofertas económicas de otros clubes. El 23 de mayo de 2012 Parkhurst y el FCN se coronaron campeones de la Superliga Danesa por primera vez en la historia del club.
Parkhurst inició la temporada 2012-13 anotando un gol y registrando una asistencia en la victoria 6-1 sobre Silkeborg IF el 12 de agosto de 2012. Semanas después hizo su debut en la Liga de Campeones de la UEFA, jugando los noventa minutos del partido inaugural del Nordsjælland el 19 de septiembre de 2012 ante el Shakhtar Donetsk. Fue incluido en el equipo de la semana de la Liga de Campeones de la UEFA en octubre de 2012 luego de su buen desempeño durante el partido ante Juventus por la tercera fecha del torneo.

### F.C. Augsburgo
El 19 de diciembre de 2012 se anunció que Parkhurst había fichado con el F.C. Augsburgo de la 1. Bundesliga de Alemania por dos años y medio. No obstante, Parkhurst tuvo problemas para obtener minutos en el club alemán, y tras tan solo jugar dos partidos en la Bundesliga fue transferido a la Major League Soccer en enero de 2014.

### Columbus Crew
Parkhurst regresó a la MLS el 13 de enero de 2014, fichando con el Columbus Crew luego de que este último llegara a un acuerdo con el New England Revolution, equipo que tenía los derechos del jugador en la liga. Parkhurst hizo su debut con el Crew en la fecha inaugural de la temporada 2014 Major League Soccer el 11 de marzo del mismo año, en la victoria 3-0 sobre el D.C. United. Jugó 33 encuentros en su primera temporada con los Crew, y fue nombrado capitán del equipo.

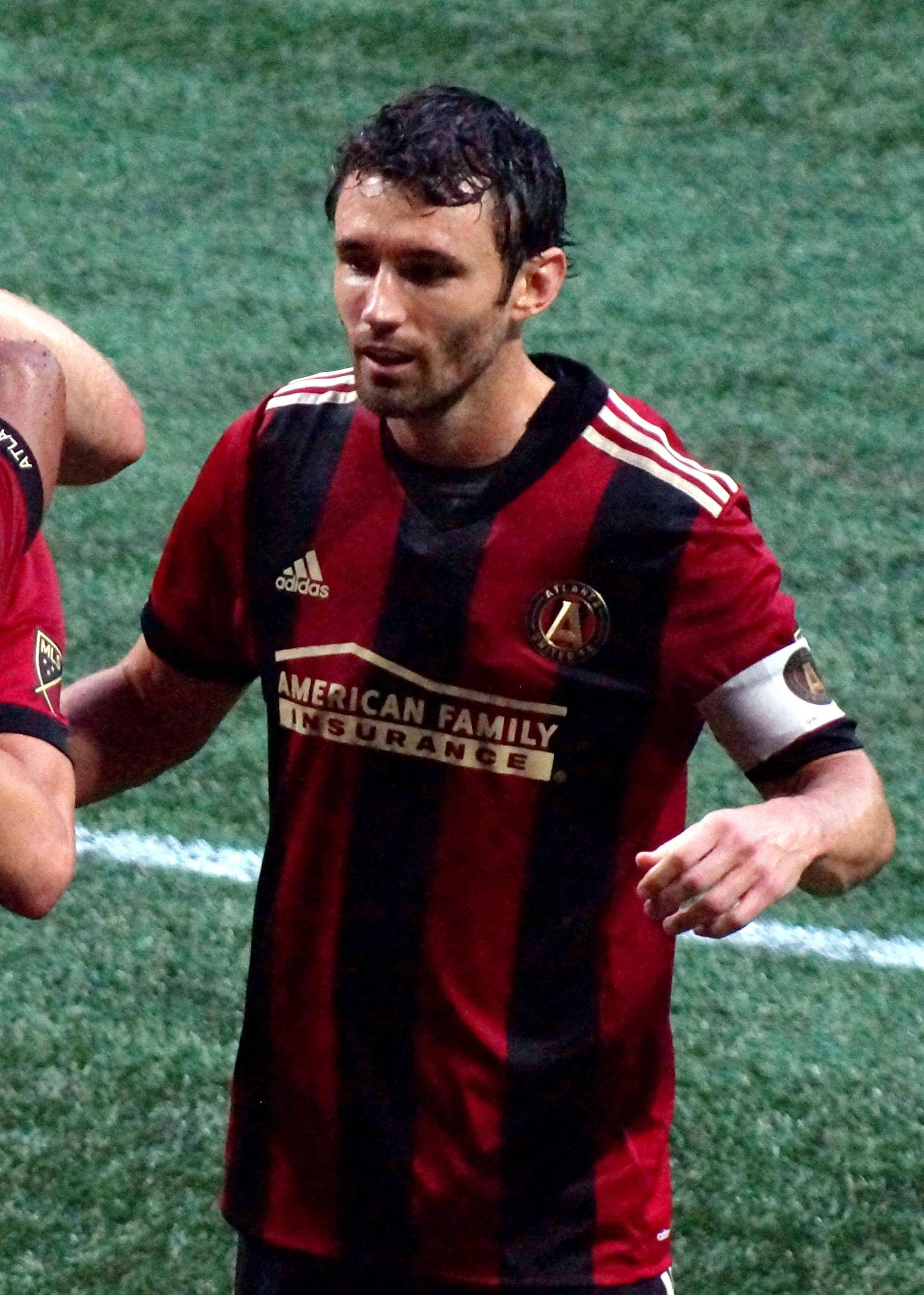
Michael Parkhurst jugando por Atlanta United en 2018.

### Atlanta United
El 11 de diciembre de 2016, Parkhurst fue transferido al Atlanta United FC. Fue nombrado capitán del equipo.
Ganó la final de la Copa MLS 2018 con Atlanta, donde rompió su mala racha de cuatro finales perdidas años anteriores.
El 23 de septiembre de 2019 el defensor estadounidense anunció su retiro al término de la temporada 2019.

## Con la selección de Estados Unidos
Parkhurst es irlandés estadounidense y por lo tanto tiene pasaporte irlandés. Él había declarado que estaría dispuesto a jugar para la selección de Irlanda si sus ambiciones con los Estados Unidos no se concretaban. No obstante, Parkhurst fue seleccionado para jugar la Copa de Oro de la CONCACAF de 2007 con los Estados Unidos y debutó en el partido contra Trinidad y Tobago el 9 de junio de 2007, eliminando así cualquier posibilidad de jugar para la República de Irlanda.
Luego de su debut en la Copa de Oro de 2007, Parkhurst no fue llamado en forma regular a la selección sino hasta 2012 luego de una destacada temporada en el fútbol danés y después de que Jürgen Klinsmann asumiera la dirección técnica del equipo.
El 27 de junio de 2013 fue incluido en la lista final de 23 jugadores que representaron a Estados Unidos en la Copa de Oro de la Concacaf de ese año.
El 12 de mayo de 2014, Klinsmann incluyó a Parkhurst en la lista provisional de 30 jugadores que representarán a Estados Unidos en la Copa Mundial de Fútbol de 2014.

### Participaciones en la Copa de Oro de la Concacaf
| Copa                            | Sede           | Resultado  |
| ------------------------------- | -------------- | ---------- |
| Copa de Oro de la Concacaf 2007 | Estados Unidos | Campeón    |
| Copa de Oro de la Concacaf 2009 | Estados Unidos | Subcampeón |
| Copa de Oro de la Concacaf 2013 | Estados Unidos | Campeón    |

## Estadísticas

### Clubes
Actualizado a fin de carrera.
| New England Revolution Estados Unidos |               |               |     |   |    |    |    |     |     |   |
| 1.ª | 2005          | 36            | 0   | 0 | 0  | -  | -  | 36  | 0   |   |
| 1.ª | 2006          | 34            | 0   | 2 | 0  | -  | -  | 36  | 0   |   |
| 1.ª | 2007          | 29            | 1   | 3 | 0  | -  | -  | 32  | 1   |   |
| 1.ª | 2008          | 30            | 0   | 0 | 0  | 4  | 0  | 34  | 0   |   |
| Total club | Total club    | 129           | 1   | 5 | 0  | 4  | 0  | 138 | 1   |   |
| F.C. Nordsjælland Dinamarca |               |               |     |   |    |    |    |     |     |   |
| 1.ª | 2008/09       | 16            | 0   | 0 | 0  | -  | -  | 16  | 0   |   |
| 1.ª | 2009/10       | 23            | 0   | 3 | 0  | -  | -  | 26  | 0   |   |
| 1.ª | 2010/11       | 22            | 0   | 2 | 0  | 2  | 0  | 26  | 0   |   |
| 1.ª | 2011/12       | 30            | 1   | 2 | 0  | 2  | 0  | 34  | 1   |   |
| 1.ª | 2012/13       | 16            | 2   | 0 | 0  | 6  | 0  | 22  | 2   |   |
| Total club | Total club    | 107           | 3   | 7 | 0  | 10 | 0  | 124 | 3   |   |
| F.C. Augsburgo · Alemania | 1.ª           | 2012/13       | 2   | 0 | 0  | 0  | -  | -   | 2   | 0 |
| F.C. Augsburgo · Alemania | 1.ª           | 2013/14       | 0   | 0 | 0  | 0  | -  | -   | 0   | 0 |
| F.C. Augsburgo · Alemania | Total club    | Total club    | 2   | 0 | 0  | 0  | -  | -   | 2   | 0 |
| Columbus Crew Estados Unidos | 1.ª           | 2014          | 35  | 0 | 2  | 0  | -  | -   | 37  | 0 |
| Columbus Crew Estados Unidos | 1.ª           | 2015          | 38  | 0 | 0  | 0  | -  | -   | 38  | 0 |
| Columbus Crew Estados Unidos | 1.ª           | 2016          | 34  | 0 | 2  | 0  | -  | -   | 36  |   |
| Columbus Crew Estados Unidos | Total club    | Total club    | 107 | 0 | 4  | 0  | -  | -   | 111 | 0 |
| Atlanta United Estados Unidos | 1.ª           | 2017          | 33  | 0 | 1  | 0  | -  | -   | 34  | 0 |
| Atlanta United Estados Unidos | 1.ª           | 2018          | 38  | 0 | 0  | 0  | -  | -   | 38  | 0 |
| Atlanta United Estados Unidos | 1.ª           | 2019          | 22  | 0 | 2  | 0  | 0  | 0   | 24  | 0 |
| Atlanta United Estados Unidos | Total club    | Total club    | 93  | 0 | 3  | 0  | 0  | 0   | 96  | 0 |
| Total carrera | Total carrera | Total carrera | 438 | 4 | 19 | 0  | 14 | 0   | 471 | 4 |
| (1)Incluye datos de la US Open Cup (2006, 2007); la Copa de Dinamarca (2010/11, 2011/12, 2012/13) (2)Incluye datos de la SuperLiga Norteamericana (2008), la Liga de Campeones de la Concacaf (2008), UEFA Europa League (2010/11, 2011/12); la Liga de Campeones de la UEFA (2012/13) |               |               |     |   |    |    |    |     |     |   |

### Selección nacional
| Adulta Estados Unidos | 2007          | 0  | 0 | 2  | 0 | - | - | 2  | 0 |
| Adulta Estados Unidos | 2008          | 1  | 0 | 1  | 0 | - | - | 2  | 0 |
| Adulta Estados Unidos | 2009          | 1  | 0 | 3  | 0 | - | - | 4  | 0 |
| Adulta Estados Unidos | 2010          | 1  | 0 | -  | - | - | - | 1  | 0 |
| Adulta Estados Unidos | 2012          | 4  | 0 | 2  | 0 | - | - | 6  | 0 |
| Adulta Estados Unidos | 2013          | 2  | 0 | 6  | 0 | - | - | 8  | 0 |
| Adulta Estados Unidos | 2014          | 2  | 0 | -  | - | - | - | 2  | 0 |
| Adulta Estados Unidos | Total         | 11 | 0 | 14 | 0 | - | - | 25 | 0 |
| Total carrera | Total carrera | 11 | 0 | 14 | 0 | 0 | 0 | 25 | 0 |
| (1) Incluye los partidos de la Copa Oro de la Concacaf (2007, 2009, 2013), Clasificación Mundial de Concacaf (Mundial 2010, Mundial 2014). |               |    |   |    |   |   |   |    |   |

## Palmarés

### Campeonatos nacionales
| Título                   | Club                   | País           | Año     |
| ------------------------ | ---------------------- | -------------- | ------- |
| Lamar Hunt U.S. Open Cup | New England Revolution | Estados Unidos | 2007    |
| Copa de Dinamarca        | FC Nordsjælland        | Dinamarca      | 2009/10 |
| Copa de Dinamarca        | FC Nordsjælland        | Dinamarca      | 2010/11 |
| Superliga Danesa         | FC Nordsjælland        | Dinamarca      | 2011/12 |
| Copa MLS                 | Atlanta United         | Estados Unidos | 2018    |

### Copas internacionales
| Título                     | País           | Año  |
| -------------------------- | -------------- | ---- |
| Copa de Oro de la Concacaf | Estados Unidos | 2007 |
| Copa de Oro de la Concacaf | Estados Unidos | 2013 |

### Distinciones individuales
| Distinción                    | Año  |
| ----------------------------- | ---- |
| Novato del Año de la MLS      | 2005 |
| Humanitario del Año de la MLS | 2006 |
| Defensor del Año de la MLS    | 2007 |

| Predecesor: Clint Dempsey | Novato del Año de la Major League Soccer 2005 | Sucesor: Jonathan Bornstein |